# Cecidomyia gollmeri
Cecidomyia gollmeri är en tvåvingeart som beskrevs av Karsch 1880. Cecidomyia gollmeri ingår i släktet Cecidomyia och familjen gallmyggor.
Artens utbredningsområde är Venezuela. Inga underarter finns listade i Catalogue of Life.